# Vinicunca
Vinicunca, Winikunka, Muntanya dels Set Colors o Muntanya de l'Arc Iris és una muntanya del Perú amb una altitud de 5.200 metres. Està situada a Ausangate, als Andes del Perú, entre els districtes de Cusipata, província de Quispicanchi, i Pitumarca, província de Canchis. Des de mitjans de la dècada del 2010 pateix un procés de massificació turística, més massiu els mesos d'agost, per l'atracció de les franges de diversos colors per la seva composició de minerals.

## Composició
Segons la recerca de l'Oficina Paisatge Cultural de la Descentralització de la Ciutat del Cusco, les coloracions de la muntanya dels 7 Colors es deuen a la composició dels minerals que té: el color rosat és per l'argila vermella, fangolitas (fang) i arilitas (sorra). El blanc, per l'arenisca de quarç i margas, rics en carbonat de calci. El vermell per compost per les arcilites (ferro) i argiles pertanyents al terciari superior. El verd s'ha del compost de filites i argiles riques en ferro magnesià. El marró terrós és producte de fang compost per roca amb magnesi pertanyent a l'era quaternària. I el color groc mostassa per les arenisques calcàries riques en minerals sulfurats.

## Explotació minera
El procés comença el 30 de març de 2015 a Lima, quan l'empresa d'exploració minera Minquest Perú SAC, propietat de la canadenca Minerals Corporation sol·licita a l'Institut Geològic, Miner i Metal·lúrgic (INGEMMET) la mina Red Beds, que se situa en el territori dels districtes de Cusipata i Pitumarca amb una àrea de 400 hectàrees que abasten la totalitat de la Muntanya i que se superposa també amb les comunitats camperoles de Chillihuani i Pampachiri. Superposició que va ser advertida pel INGEMET conjuntament amb la supoerposición a l'Àrea de Conservació Regional Ausangate promoguda pel Govern Regional del Cusco. Finalment, el 16 de març de 2018 amb la Resolució de Presidència N ° 042-2018-INGEMMET / PAD / PM INGEMMET s'atorga el títol de concessió minera metàl·lica.
El 21 de maig, després del rebuig i indignació que va causar la notícia, l'empresa va comunicar al Govern Regional del Cusco, la seva renúncia a la concessió, però, el Govern Regional va indicar que és el Ministeri d'Energia i Mines qui haurà assumir les accions administratives per recuperar la possessió d'aquests terrenys. La Cambra Nacional de Turisme (Canatur) va manifestar la seva profunda preocupació per la gestió de Vinicunca, un dels més importants components de la nova oferta turística del país.